# 和歌山県立情報交流センターBig・U
和歌山県立情報交流センターBig・U（わかやまけんりつじょうほうこうりゅうせんたー ビッグ・ユー、Wakayama Prefectural Information Exchange Center Big-U）とは、和歌山県田辺市新庄町にある複合文化施設である。貸施設やカフェ、レストラン、図書館や大学施設などからなる。特定非営利活動法人和歌山IT教育機構が指定管理者として運営する。
「ビッグ・ユー」の名称は、建物が上空から見るとUの形となっていることにも由来する。なお、「ビッグ」の名称は、和歌山県の施設では和歌山ビッグホエールや県民交流プラザ 和歌山ビッグ愛に続くものである。

## 概要

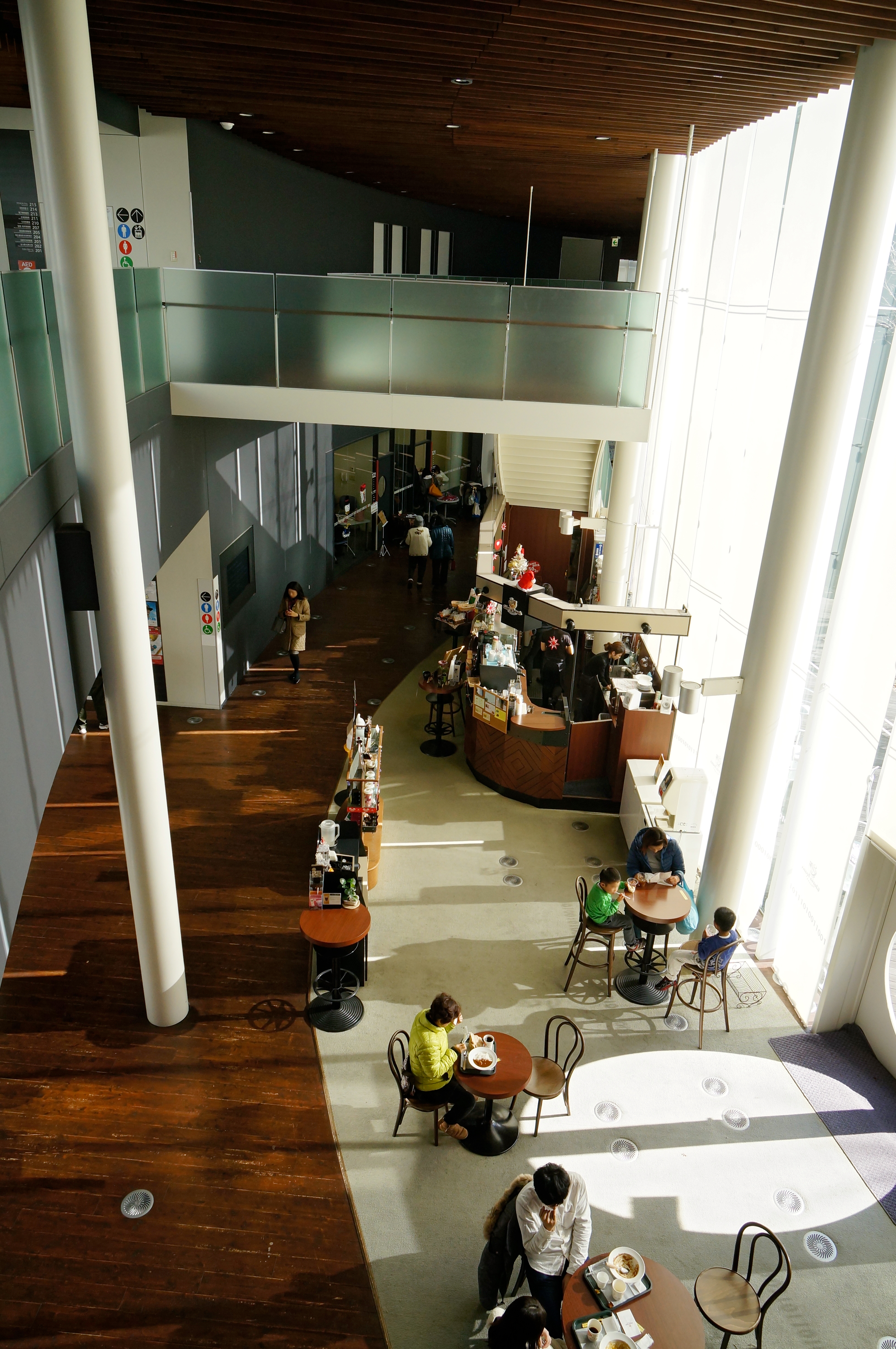
カフェ

貸施設を含む和歌山県立紀南図書館・和歌山大学南紀熊野サテライト・和歌山県立教育センター学びの丘や、カフェ、レストランなどからなる複合施設。「産学官連携による総合ITインキュベーション拠点施設」と位置付けられており、人材育成や産業・地域支援などに取り組んでいる。年間来館者数は約40万人。
2013年9月には、隣接地に和歌山県紀南児童相談所が新築移転している。

### 建物概要
設計監理は昭和設計、施工は東急建設・淺川組・田中組JVによる。床や天井に紀州材を多用しているのが特徴で、屋上にはウッドデッキと芝生がある。
- 敷地面積 - 46,640m2[2]
- 建築面積 - 8,571.80m2（建蔽率 - 23.18%）
- 延べ面積 - 9,431.6m2[2]
- 規模・構造 - 地上2階・鉄骨造[2]
- 駐車台数 - 普通車用211台（身体障害者スペース5台を含む）・大型用4台

## 沿革
1998年（平成10年）に「県立総合教育センター」として設置構想が策定され、2000年（平成12年）に手狭になっていた和歌山県立図書館紀南分館を併設することが決まった。IT革命が流行語となるような時代背景の中で、総合教育センターは「県民利用のITプロジェクト施設」へと転換、2002年（平成14年）「IT総合センター」として建設が始まり、2005年（平成17年）1月に「和歌山県立情報交流センターBig・U」として開館した。
建設当時はまだ地域住民にITの理解が十分に浸透しているとは言えない状況であったため、館内には無料で利用できるPC体験コーナーを設け、ITに関する講座やフリーマーケットを開催することでITへの理解とBig・Uの利用促進が図られた。
- 2005年（平成17年）1月4日 - 和歌山県立情報交流センターBig・U正式に供用開所。
- 2008年（平成20年）2月9日 - 来館者延べ100万人を達成。

## 和歌山県立紀南図書館
和歌山県立紀南図書館（わかやまけんりつきなんとしょかん）は、1951年に和歌山県立図書館の紀南分館として開館し、2005年に情報交流センター内へ移転、名称を和歌山県立紀南図書館に改めた。
組織としての紀南図書館は、和歌山県立図書館本館の副館長の下に置かれている総務課・資料課・サービス課・文化情報センターと同格である。

### 蔵書
- 蔵書約25万冊

開架書架5万・閉架書架20万

### 歴史

#### 紀南分館の設置（1951-1955）
和歌山市にある和歌山県立図書館は、1945年（昭和20年）1月15日に和歌山連隊区司令部に館舎を接収されて事実上活動を休止したが、和歌山大空襲での館舎焼失を免れ、同年9月1日に司令部から館舎を返還されると活動を再開した。県立図書館は戦前の貸出文庫を再開し、1950年（昭和25年）に和歌山県教育庁社会教育課の宣伝車「ポニー号」を活用して移動文庫を開始した。移動文庫は県内各地方に「ブックセンター」を設け、そこを拠点に公民館や学校などの読書会へ10冊1組で1か月間貸し出すものであった。ポニー号は1台しかなかったため、和歌山市から離れた紀南地方での巡回が不十分となった。そこで西牟婁地区視聴覚教育研究会が中心となって、フィルムライブラリーを紀南地方に誘致しようと1950年（昭和25年）秋頃から運動を開始した。
その甲斐あって1951年（昭和26年）11月1日に紀南分館設置条例が制定され、紀南地方における図書・映画・紙芝居・幻灯などの貸出拠点として、12月8日に田辺市上屋敷町の田辺市公益質屋倉庫を借用して和歌山県立図書館紀南分館が開館した。分館長は西牟婁教育長が兼任し、職員は1人だけであった。紀南分館は紀南3地方（日高・西牟婁・東牟婁）を管轄し、田辺市とその周辺は分館から直接、その他の地域（本宮・勝浦・潮岬・印南・御坊など）はブックセンターから貸出文庫を実施した。視聴覚資料としては16ミリ映画フィルム約100本、幻灯フィルム約30本、紙芝居と展示資料は各10数組保有し、町村などの求めに応じて貸し出した。一方、映写機は地方教育局からの貸し出しを基本とし、紀南分館の保有分は教育局への補給用としていた。
1954年（昭和29年）2月時点の蔵書数は4,000冊、映画フィルムは200本、幻灯フィルムは400本あり、分館の建坪は10坪（≒33.1 m2）、貸出文庫の拠点数は120か所あった。この頃の紀南分館は貸出文庫のみで個人への貸し出しは行っていなかったが、1953年（昭和28年）に和歌山県立図書館本館が自動車文庫「たちばな号」を導入して個人への貸し出しを始めていたので、紀南分館にも自動車文庫の導入を求める声が上がった。そして1954年（昭和29年）7月3日に紀南分館へ自動車文庫「はまゆう号」が配備され、同年7月5日から6コース82か所の巡回を開始した。当時の紀南地方は紀北にも増して道幅が狭く未舗装の悪路が多かったため、巡回は困難を極めたが、巡回先からは熱烈な歓迎を受け、山間部では「開闢（かいびゃく）以来の文化の薫」という言葉で讃えられた。

#### 仮館舎時代（1955-1972）
1955年（昭和30年）7月に田辺市立図書館が旧田辺市警察の庁舎へ移転し、公民館から独立すると、紀南分館は同年12月にその一角を借用して移転した。移転により29.5坪（≒97.5 m2）に拡張したがなお不十分であった。1956年（昭和31年）、視聴覚資料を和歌山県社会教育課に返還したため、図書中心の活動に軸足を移し、館報「はまゆう」の発行、母子読書運動の実施、婦人文庫の設置など活動の幅を広げていった。
1960年（昭和35年）、紀南蚕業指導所跡へ移転し、同年10月より田辺市民を対象に分館での個人貸し出しを開始した。田辺市民への貸し出しを開始したのは、施設を田辺市から借用していたという背景がある。1962年（昭和37年）12月に2代目「はまゆう号」を導入、先代より小型化することで、へき地への巡回を容易にした。1968年（昭和43年）度の紀南分館の貸出冊数は31,502冊と過去最高を更新し、着実に成果を挙げていた。1970年（昭和45年）には3代目「はまゆう号」を導入した。

#### 扇ヶ浜公園時代（1972-2005）
1971年（昭和46年）の第26回国民体育大会（黒潮国体）が和歌山県で開かれることになったことを受け、県内ではスポーツ施設や社会教育施設の整備が進められ、和歌山県知事・大橋正雄は和歌山県立図書館（本館・紀南分館とも）についても新館建設を年頭記者会見で発表した。旧・紀南蚕業指導所の館舎が狭隘化・老朽化し、道路整備のために建物の返還を求められていたという事情も重なり、建設の方向へ進んでいった。地元では紀南分館移改築建設委員会、紀南分館移改築等推進委員会を組織して陳情を重ねた。1972年（昭和47年）12月、5438万円をかけて田辺市湊の扇ヶ浜公園に新館が建設され、移転した。新館は鉄筋コンクリート構造3階建てで敷地面積は330 m2、延床面積は815.67 m2と大きくなり、親子図書室の設置や集中冷暖房の完備など近代的な施設となった。郷土資料を含む開架図書7,000冊を整え、従来自動車文庫の片手間に運営していた個人貸し出しやレファレンス業務を本格実施するようになった。中でも絵本収集に力を入れ、1974年（昭和49年）8月には、住民らも参加して「子どもの本研究会」を立ち上げた。
紀南地方では、1966年（昭和41年）に串本町図書館が自動車文庫を運行開始したのを初めとして、新宮市、大塔村（現・田辺市）、中辺路町（現・田辺市）、田辺市でも導入が進んだ。紀南分館は、自動車文庫導入済みの市町村の事業と重ならないように調整しながら自動車文庫を継続し、1977年（昭和52年）に4代目「はまゆう号」を、1990年（平成2年）4月に5代目「はまゆう号」を導入した。また視覚障碍者の読書支援のために1992年（平成4年）度から1993年（平成5年）度にかけて対面朗読とテープ録音のボランティア養成講座を開講し、修了者は新聞の電話での朗読、図書の録音テープ製作、対面朗読などのボランティア活動を展開した。
1999年（平成11年）10月、日本観光協会（現・日本観光振興協会）より、「はまゆう号」が動く観光図書館事
業のモデル図書館に選定された。

#### Big・U時代（2005-）
扇ヶ浜公園への移転当時は広かった館内も、1997年（平成9年）頃にはスペースの狭さが意識されるようになり始め、利用頻度の少ない資料を和歌山市の本館に仮置きしてもらうようになっていった。一方、1998年（平成10年）に田辺市新庄町へ「県立総合教育センター」を設置する構想が生まれ、その中へ紀南分館を併設することが2000年（平成12年）6月に決定した。折しもIT革命が叫ばれる時代であったことから、総合教育センター構想は「県民利用のITプロジェクト施設」へと転換し、2002年（平成14年）8月に仮称「IT総合センター」の起工式が執り行われた。紀南分館は2004年（平成16年）10月から移転のため休館に入り、2005年（平成17年）1月に「和歌山県立情報交流センターBig・U」の中に、和歌山県立紀南図書館に改名の上、再開した。「分館」の名は外されたが、例規上の取り扱いは和歌山県立図書館の分館のままである。
2011年（平成23年）2月、Big・Uへ移転してからの入館者数が100万人を突破した。

#### 図書館の年表
- 1951年（昭和26年）
  - 11月1日 - 紀南分館を設置[6]。
  - 12月8日 - 田辺市に紀南分館が開館[16]。田辺市公益質屋倉庫を借用[16]。
- 1954年（昭和29年）7月3日 - 自動車文庫を導入[17]。
- 1955年（昭和30年）12月 - 田辺市立図書館内へ移転[17]。
- 1960年（昭和35年） - 紀南蚕業指導所跡へ移転[6]。
- 1972年（昭和47年）12月 - 田辺市湊に新館が竣工[21]。
- 2004年（平成16年）10月 - 移転準備のため休館[4]。
- 2005年（平成17年）1月4日 - 和歌山県立紀南図書館として和歌山県立情報交流センター内に移転開館。

### 図書館利用案内
図書館の主要機能はBig・Uの1階に置かれており、中2階に閲覧席がある。成人用の閲覧席は全席パソコンの利用が可能で、インターネット環境も整備されている。毎週日曜日には、図書館ボランティア「ゆうゆう」がおはなし会を開いている。
- 貸出制限 - 和歌山県に在住・通勤・通学する者。
- 貸出可能冊数 - 10冊
  - 2013年（平成25年）1月より貸出冊数を5冊から10冊に変更した[30]。
- 貸出可能期間 - 14日間（障害者手帳・療育手帳保持者は4週間）
- 返却場所 - カウンター、ブックポスト、田辺市・和歌山市以外の和歌山県内の図書館・図書室（遠隔地返却サービス）
- 開館時間 - 9時から19時まで（土日祝は18時まで）
  - 2007年（平成19年）度から利便性を向上させるため、元日を除く全ての祝日で開館している[30]。
- 休館日 - 月曜日（祝日・振替休日の場合は翌日）、館内整理日（1月は1月4日、2 - 12月は第二木曜日）、年末年始、資料点検期間
- 延長、予約、県立図書館本館の蔵書の取り寄せが可能。
- 館内での飲食は不可であるが、健康上の理由で飲料を摂る必要がある場合は、フタ付きの密閉容器に限り持ち込みができる。

## 和歌山大学南紀熊野サテライト
和歌山大学南紀熊野サテライトは、平成17年（2005年）に開設された和歌山大学の施設である。

### 沿革
- 2005年4月 - 和歌山県立情報交流センターBig・U内に開設。

## その他施設
- プラネタリウム
- テレビ和歌山田辺支局
- NPO法人情報セキュリティ研究所
1997年より毎年5月に「サイバー犯罪に関する白浜シンポジウム」を主催している（本施設を会場としたのは2005年から）[36]。

## 交通機関
電車
- JRきのくに線白浜駅からタクシーで約5分、または明光バスで南和歌山医療センター前下車徒歩10分
- JRきのくに線紀伊田辺駅から明光バスで南和歌山医療センター前下車

※Big.U前のバス停は2014年9月30日付で廃止された。
自動車
- 阪和自動車道南紀田辺ICを降りて、国道42号を南紀白浜温泉方面へ約15分[1]。みなべICから約30分。

飛行機
- 南紀白浜空港からタクシーで約20分

## 近隣施設
- 新庄総合公園（隣接）
  - 田辺市立美術館
- 南和歌山医療センター
- 紀南こころの医療センター
- 南紀白浜温泉・白良浜（バスで20分）